# Feyyaz Uçar
Feyyaz Uçar (né le 27 octobre 1963 à Antalya en Turquie) est un joueur de football international et entraîneur turc, qui évoluait au poste d'attaquant.
Il est notamment connu pour avoir fini meilleur buteur du championnat de Turquie en 1989-1990. Il prendra sa retraite de joueur le 31 mai 1997, avant d'entamer celle d'entraîneur. Il est le 6e meilleur buteur de l'histoire du championnat turc (191 buts).